# Оката черепаха
Оката черепаха (Morenia) — рід черепах родини Азійські прісноводні черепахи підряду Прихованошийні черепахи. Має 2 види.

## Опис
Загальна довжина карапаксу представників цього роду коливається від 20 до 22 см. Спостерігається статевий диморфізм: самиці більші за самців. Голова середнього розміру, подовжена. Карапакс овальної форми, опуклий з досить високим гребенем посередині. Пластрон доволі плаский. Хвіст короткий.
Забарвлення голови оливкове, коричневе. Карапакс оливковий, коричневий, чорний з різними відтінками. На ньому щитки мають облямівку (у кожного виду вона своєрідна), нагадує око. Звідси походить назва цих черепах.

## Спосіб життя
Мешкає у річках, озерах, ставках, старицях. Харчуються рослинною їжею, рибою, ракоподібними.
Самиця відкладає 2—3 яйця.

## Розповсюдження
Мешкає у Непалі, північно—східній Індії, Бангладеш, М'янмі.

## Види
- Morenia ocellata
- Morenia petersi